# 成瀬正頼
成瀬 正頼（なるせ まさより、生没年未詳）は、戦国時代の松平氏家臣。成瀬国重の嫡男。成瀬正義、成瀬正一の父。通称は又太郎。
森山崩れで松平清康が謀殺された後に、松平広忠の大叔父にあたる松平信定が一時期岡崎城を占拠したが、八国甚六郎・大久保忠俊・林藤助・大原左近右衛門らと共に信定を退去させ、広忠を岡崎へ再入城させた。某年死去。